# Jan Bonekamp
 (janvier 2025).
Johannes Lambertus « Jan » Bonekamp est un résistant communiste néerlandais de la Seconde Guerre mondiale, né le 19 mai 1914 à Velsen et mort le 21 juin 1944 à Amsterdam.

## Biographie
En 1943, il appelle ses collègues de Hoogovens à faire grève. Chaque année, le 4 mai, on commémore sa mémoire lors d'une cérémonie publique organisée sur sa tombe au cimetière Westerbegraafplaats à IJmuiden. Le 21 juin 1944, avec Hannie Schaft (la fille aux cheveux roux), à qui il avait appris à tirer, il mène une attaque contre le chef de la police de Zaan, Willem Ragut. Cependant, cette action lui coûte également la vie à Bonekamp.